# Sault (Vaucluse)
Sault es una comuna francesa situada en el departamento de Vaucluse, en la región de Provenza-Alpes-Costa Azul.

## Demografía
| 1160 | 1320 | 1230 | 1231 | 1206 | 1171 | 1361 |
| Para los censos de 1962 a 1999 la población legal corresponde a la población sin duplicidades (Fuente: INSEE [Consultar]) |      |      |      |      |      |      |